# Фанера-2
«Фанера-2» (НИАИ-1, ЛК-1) — советский лёгкий грузопассажирский самолёт, созданный в 1933 году в Ленинградском научно-исследовательском аэроинституте (НИАИ) и построенный малой серией. Отличался необычной компоновкой. Серийные самолеты использовались в Аэрофлоте и других гражданских организациях, в том числе в Арктике.

## Конструкция
Самолёт «Фанера-2» — одномоторный цельнодеревянный моноплан со свободнонесущим крылом, трапециевидным в плане. Силовые элементы набора (лонжероны и нервюры крыла, детали оперения) на опытном экземпляре были выполнены из клееных фанерных труб, на серийных заменены сплошными деревянными стержнями. Звездообразный поршневой двигатель с двухлопастным винтом размещен в носу, на серийных самолётах снабжен кольцом Тауненда. Оперение — традиционной схемы. Шасси — колёсное, двухстоечное с хвостовой опорой, неубирающееся. На части серийных самолётов колёса закрыты обтекателями. Просторная кабина с развитым остеклением выполнена в виде утолщённой центральной части крыла. Вход в кабину с двух сторон через сдвижные дверцы в остеклении.
НИАИ-1 на поплавках, который можно видеть в художественном фильме «Семеро смелых», реально не существовал. Бутафорские поплавки для съемок вытесаны из сплошных брёвен.

## Лётно-технические характеристики («Фанера-2»)
- Размах крыла: 12,4 м
- Длина: 8,8 м
- Высота: 2,8 м
- Площадь крыла: 27,6 м²
- Масса пустого самолета: 652 кг
- Масса максимальная взлетная: 1160 кг
- Двигатель: М-11, 100 л. с.
- Максимальная скорость: 155 км/ч
- Крейсерская скорость: 138 км/ч
- Практическая дальность: 680 км
- Скороподъемность: 100 м/мин
- Практический потолок: 2850 м
- Экипаж: 2 чел.
- Полезная нагрузка: до 5 пассажиров или 500 кг груза

## Видео
- Самолет НИАИ-1 «Фанера-2» в кинофильме «Семеро смелых» (1936) на YouTube